# Кіріаку
Кіріаку (рум. Chiriacu) — село у повіті Джурджу в Румунії. Входить до складу комуни Ізвоареле.
Село розташоване на відстані 50 км на південний захід від Бухареста, 22 км на північний захід від Джурджу.

## Населення
За даними перепису населення 2002 року у селі проживали 1717 осіб. Усі жителі села рідною мовою назвали румунську.
Національний склад населення села:
| Національність | Кількість осіб | Відсоток |
| -------------- | -------------- | -------- |
| румуни         | 1701           | 99,1%    |
| цигани         | 16             | 0,9%     |